# Meisjes (lied)
"Meisjes" is een lied uit 1977, geschreven en gezongen door Raymond van het Groenewoud. Het is een van zijn bekendste en populairste liedjes.

## Achtergrondinformatie
Van het Groenewoud nam in 1977 het album Nooit meer drinken op.  Het nummer Meisjes op deze plaat werd een grote hit in Vlaanderen en maakte hem ook buiten kleinkunstkringen bekend en geliefd. Destijds waren er slechts weinig Nederlandstalige nummers die als harde, stevige rockmuziek klonken en "Meisjes" maakte Van het Groenewoud dus ook aanvaardbaar voor mensen die doorgaans Nederlandstalige muziek niet echt serieus namen.
De B-kant van de originele single was Waarom Jij er Niet Bent.
Het lied is een half-ironische ode aan het vrouwelijk geslacht. Zo verwijst de regel "Meisjes/Ze zijn zo welgebouwd, mijnheer/toch die waar ik van houd, mijnheer/Amelinckx-meisjes" naar de Belgische architect en bouwmeester François Amelinckx. De zanger maakte de liedtekst persoonlijk door zijn naam te vermelden in het aanstekelijke eindrefrein: "Meisjes zijn het allermooist op aard'/niets dat hun schoonheid evenaart/zeg dat Van het Groenewoud het gezegd heeft!". Van het Groenewoud nam aan dat "Meisjes" in Nederland ook zou aanslaan en hij kreeg gelijk. Maar de KRO en NCRV weigerden het draaien vanwege de ironisch bedoelde regels: "meisjes, ze komen zelden klaar, meneer" en "ze komen goed van pas".
Er zijn twee verschillende studioversies van het lied in omloop. De originele versie uit 1977 en een versie uit 1990, waarin Van het Groenewoud nog uitzinniger klinkt.

## In populaire cultuur
"Meisjes" werd genomineerd in de categorie "Liedjes over meisjes" in de wedstrijd Zo is er maar één. Het werd tijdens de uitzending gecoverd door Peter Koelewijn.

## Meewerkende artiesten
- Producer: 
  - Jean Blaute
- Muzikanten:
  - André Heyvaerts - baritonsaxofoon
  - Berrie Jacobs - mandoline
  - Chris Joris - percussie
  - Jean Blaute - accordeon, elektronisch orgel, zang
  - Jean-Pierre Onraedt - drums
  - Kevin Mulligan - elektrische gitaar
  - Lucia Van Velthoven - mandoline
  - Mich Verbelen - basgitaar, zang
  - Mike Butcher - clavinet
  - Patricia Maessen - backing vocals
  - Pol Delannoit - trombone
  - Raymond van het Groenewoud - elektrische gitaar, elektronisch orgel, folkgitaar, piano, zang
  - Richard Rousselet - trompet
  - Stoy Stoffelen - drums
  - Willy Vande Walle - saxofoon[1]

## NPO Radio 2 Top 2000
| Nummer met noteringen in de NPO Radio 2 Top 2000 | '05  | '06  | '07  | '08  | '09  | '10  |
| ------------------------------------------------ | ---- | ---- | ---- | ---- | ---- | ---- |
| Meisjes                                          | 1938 | 1677 | 1864 | 1963 | 1993 | 1725 |

1. ↑  Een vetgedrukt getal geeft de hoogste notering aan.
2. ↑  2005 was het eerste jaar met een notering voor dit nummer.
3. ↑  Deze tabel is bijgewerkt tot en met de laatste editie (2024).

## Meer informatie
- VAN HET GROENEWOUD, Raymond, "Twee meisjes: alle liedteksten", Nijgh & Van Ditmar, Amsterdam 2008, blz. 40, 310